# Philippe Besson
Philippe Besson (ur. 29 stycznia 1967 w Barbezieux-Saint-Hilaire) – francuski pisarz i krytyk literacki, wcześniej również prezenter telewizyjny. Z wykształcenia prawnik.

## Życiorys
Ukończył studia na wydziale prawa École supérieure de commerce w Rouen, od 1989 zamieszkał w Paryżu gdzie początkowo pracował jako prawnik i nauczał prawa pracy. Przez sześć lat pracował z Laurence Parisot pełniąc funkcję szefa działu personalnego i sekretarza Francuskiego Instytutu Opinii Publicznej. Później pracował w RZL T-Online France Club Internet. 
Jego przygoda z pisarstwem sięga 1999, kiedy to po lekturze wspomnień weteranów wojennych postanowił spróbować pisać beletrystykę. Pierwszą powieścią było „Pod nieobecność mężczyzn”, która została opublikowana w 2001 i nagrodzona Emmanuel-Roblès. Druga powieść „Jego brat” wydana w 2001 była nominowana do Prix Femina i zekranizowana w 2003 przez Patrice Chéreau (film otrzymał nagrodę Srebrnego Niedźwiedzia dla najlepszego reżysera na Festiwalu Filmowym w Berlinie). W 2002 ukazała się powieść „Jesienią”, za którą Besson otrzymał nagrodę literacką Grand Prix RTL-Lire w 2003. Po sukcesie wydanej w 2003 powieści „Chłopiec z Włoch” (nagrody Prix Goncourt i Prix Médicis) Philippe Besson postanowił poświęcić się wyłącznie pisarstwu. W 2004 ukazała się powieść „Niepewne dni” poświęcona schyłkowi życia Artura Rimbauda.

## Twórczość
- Pod nieobecność mężczyzn (En l'absence des hommes),
- Jego brat (Son frère),
- Jesienią (L'Arrière-saison),
- Chłopiec z Włoch (Un garçon d'Italie),
- Niepewne dni (Les Jours fragiles),
- Kochankowie (Les Amants),
- 48 godzin w Lutetia (48 heures au Lutétia),
- Pożegnanie (Un instant d'abandon),
- Październikowe dzieci (L'Enfant d'octobre),
- Przymusowe pożegnanie (Se résoudre aux adieux)
- Przypadkowy mężczyzna (Un homme accidentel)
- Osiem (Huit),
- Być przez chwilę sobą (La Trahison de Thomas Spencer),
- Powrót wśród mężczyzn (Retour parmi les hommes).